# Liste des médaillés aux Jeux olympiques d'hiver de 1956
Cet article présente la liste des médaillés aux Jeux olympiques d'hiver de 1956, qui se sont déroulés à Cortina d'Ampezzo en Italie du 26 janvier au 5 février 1956.

## Bobsleigh
| Épreuves                         | Or                                                            | Argent                                                            | Bronze                                                          |
| -------------------------------- | ------------------------------------------------------------- | ----------------------------------------------------------------- | --------------------------------------------------------------- |
| Hommes                           |                                                               |                                                                   |                                                                 |
| Bob à deux résultats détaillés   | Italie Giacomo Conti Lamberto Dalla Costa                     | Italie Renzo Alverà Eugenio Monti                                 | Suisse Max Angst Harry Warburton                                |
| Bob à quatre résultats détaillés | Suisse Robert Alt Heinrich Angst Gottfried Diener Franz Kapus | Italie Renzo Alverà Ulrico Girardi Renato Mocellini Eugenio Monti | États-Unis Charles Butler William Dodge James Lamy Arthur Tyler |

## Combiné nordique
| Épreuves                       | Or                     | Argent               | Bronze                          |
| ------------------------------ | ---------------------- | -------------------- | ------------------------------- |
| Hommes                         |                        |                      |                                 |
| Individuel résultats détaillés | Sverre Stenersen (NOR) | Bengt Eriksson (SWE) | Franciszek Gąsienica Groń (POL) |

## Hockey sur glace
| Épreuves                             | Or | Argent | Bronze |
| ------------------------------------ | --- | --- | --- |
| Tournoi masculin résultats détaillés | Union soviétique Ievgueni Babitch Vsevolod Bobrov Alekseï Gourychev Nikolaï Khlystov Alfred Koutchevski Valentin Kouzine Iouri Krylov Grigory Mkrtychan Viktor Nikiforov Aleksandr Ouvarov Iouri Pantioukhov Nikolaï Poutchkov Viktor Shuvalov Genrikh Sidorenkov Nikolai Sologubov Ivan Tregoubov Dmitry Ukolov | États-Unis Wendell Anderson Wellington Burtnett Eugene Campbell Gordon Christian William Cleary Richard Dougherty Willard Ikola John Matchefts John Mayasich Daniel McKinnon Richard Meredith Weldon Olson John Petroske Kenneth Purpur Donald Rigazio Richard Rodenheiser Ed Sampson | Canada Denis Brodeur Charles Brooker William Colvin Alfred Horne Arthur Hurst Byrle Klinck Paul Knox Ken Laufman Howard Lee James Logan Floyd Martin Jack McKenzie Donald Rope George Scholes Gérard Théberge Robert White Keith Woodall |

## Patinage artistique
| Épreuves                       | Or                                 | Argent                             | Bronze                            |
| ------------------------------ | ---------------------------------- | ---------------------------------- | --------------------------------- |
| Hommes                         |                                    |                                    |                                   |
| Individuel résultats détaillés | Hayes Alan Jenkins (USA)           | Ronnie Robertson (USA)             | David Jenkins (USA)               |
| Femmes                         |                                    |                                    |                                   |
| Individuel résultats détaillés | Tenley Albright (USA)              | Carol Heiss (USA)                  | Ingrid Wendl (AUT)                |
| Mixte                          |                                    |                                    |                                   |
| Couples résultats détaillés    | Autriche Kurt Oppelt Sissy Schwarz | Canada Norris Bowden Frances Dafoe | Hongrie László Nagy Marianna Nagy |

## Patinage de vitesse
| Épreuves                     | Or                                         | Argent                 | Bronze                 |
| ---------------------------- | ------------------------------------------ | ---------------------- | ---------------------- |
| Hommes                       |                                            |                        |                        |
| 500 m résultats détaillés    | Yevgeny Grishin (URS)                      | Rafael Grach (URS)     | Alv Gjestvang (NOR)    |
| 1 500 m résultats détaillés  | Yevgeny Grishin (URS) Yuri Mikhaylov (URS) | -                      | Toivo Salonen (FIN)    |
| 5 000 m résultats détaillés  | Boris Shilkov (URS)                        | Sigvard Ericsson (SWE) | Oleg Goncharenko (URS) |
| 10 000 m résultats détaillés | Sigvard Ericsson (SWE)                     | Knut Johannesen (NOR)  | Oleg Goncharenko (URS) |

## Saut à ski
| Épreuves                           | Or                    | Argent                 | Bronze           |
| ---------------------------------- | --------------------- | ---------------------- | ---------------- |
| Hommes                             |                       |                        |                  |
| Grand tremplin résultats détaillés | Antti Hyvärinen (FIN) | Aulis Kallakorpi (FIN) | Harry Glaß (EUA) |

## Ski alpin
| Épreuves                     | Or                      | Argent                | Bronze                 |
| ---------------------------- | ----------------------- | --------------------- | ---------------------- |
| Hommes                       |                         |                       |                        |
| Descente résultats détaillés | Toni Sailer (AUT)       | Raymond Fellay (SUI)  | Anderl Molterer (AUT)  |
| Géant résultats détaillés    | Toni Sailer (AUT)       | Anderl Molterer (AUT) | Walter Schuster (AUT)  |
| Slalom résultats détaillés   | Toni Sailer (AUT)       | Chiharu Igaya (JPN)   | Stig Sollander (SWE)   |
| Femmes                       |                         |                       |                        |
| Descente résultats détaillés | Madeleine Berthod (SUI) | Frieda Dänzer (SUI)   | Lucille Wheeler (CAN)  |
| Géant résultats détaillés    | Ossi Reichert (EUA)     | Putzi Frandl (AUT)    | Thea Hochleitner (AUT) |
| Slalom résultats détaillés   | Renée Colliard (SUI)    | Regina Schöpf (AUT)   | Evgenia Sidorova (URS) |

## Ski de fond
| Épreuves                             | Or                                                                            | Argent                                                                 | Bronze                                                                   |
| ------------------------------------ | ----------------------------------------------------------------------------- | ---------------------------------------------------------------------- | ------------------------------------------------------------------------ |
| Hommes                               |                                                                               |                                                                        |                                                                          |
| 15 km classique résultats détaillés  | Hallgeir Brenden (NOR)                                                        | Sixten Jernberg (SWE)                                                  | Pavel Kolchin (URS)                                                      |
| 30 km classique résultats détaillés  | Veikko Hakulinen (FIN)                                                        | Sixten Jernberg (SWE)                                                  | Pavel Kolchin (URS)                                                      |
| 50 km classique résultats détaillés  | Sixten Jernberg (SWE)                                                         | Veikko Hakulinen (FIN)                                                 | Fyodor Terentyev (URS)                                                   |
| Relais 4 × 10 km résultats détaillés | Union soviétique Nikolay Anikin Pavel Kolchin Vladimir Kuzin Fyodor Terentyev | Finlande Veikko Hakulinen August Kiuru Jorma Kortelainen Arvo Viitanen | Suède Sixten Jernberg Lennart Larsson Per-Erik Larsson Gunnar Samuelsson |
| Femmes                               |                                                                               |                                                                        |                                                                          |
| 10 km classique résultats détaillés  | Lyubov Kozyreva (URS)                                                         | Radya Yeroshina (URS)                                                  | Sonja Edström (SWE)                                                      |
| Relais 4 × 5 km résultats détaillés  | Finlande Mirja Hietamies Sirkka Polkunen Siiri Rantanen                       | Union soviétique Alevtina Kolchina Lyubov Kozyreva Radya Yeroshina     | Suède Sonja Edström Anna-Lisa Eriksson Irma Johansson                    |

## Athlètes les plus médaillés
| Rang | Athlète               | Sport               | Médaille d'or, Jeux olympiques | Médaille d'argent, Jeux olympiques | Médaille de bronze, Jeux olympiques | Total |
| ---- | --------------------- | ------------------- | ------------------------------ | ---------------------------------- | ----------------------------------- | ----- |
| 1    | Toni Sailer (AUT)     | Ski alpin           | 3                              | 0                                  | 0                                   | 3     |
| 2    | Yevgeny Grishin (URS) | Patinage de vitesse | 2                              | 0                                  | 0                                   | 2     |